# Agrilus bartolozzii
Agrilus bartolozzii é uma espécie de inseto do género Agrilus, família Buprestidae, ordem Coleoptera.
Foi descrita cientificamente por Curletti, 2000.